# Song Deok-Gi
Song Deok-Gi (Hangeul: 송덕기; Hanja: 宋德基); (1893-1987) était un martialiste de Corée. Il est connu pour avoir préservé l'art martial du Taekkyon pendant la période de colonisation japonaise (1910-1945) et la guerre de Corée (1950-1953). Pour ses efforts, il a été reconnu trésor culturel humain et le Taekkyon inscrit au Patrimoine culturel Immatériel de Corée par le gouvernement coréen. Il utilisait Hyeonam comme nom de plume (현암; 玄庵).

## Biographie
Song Deok-Gi naquit en 1893 dans le village de Sajik, au nord de Séoul, dans une famille de pratiquants émérites. À l'âge de 12 ans, son père le recommanda à Im Ho (임호; 林虎) un des maîtres les plus renommés de sa génération. Song étudia auprès de Im Ho pendant 4 années avant de perfectionner son apprentissage jusqu'à la mort de ce dernier 18 ans plus tard. Song apprit dans une clairière sur les flancs de la montagne Inwang. À l'époque de la dynastie Choson, le Taekkyon était pratiqué à la fois comme un art martial et un jeu folklorique par les habitants du nord de Séoul. Autrefois très populaire, le Taekkyon était alors une discipline sur le déclin. Les deux dernières localités le pratiquant encore étaient appelées Haut-village ou Widaepae (윗대패) _ceux qui vivaient à l'intérieur des remparts_ et Bas-village ou Araedaepae (아랫대패), ceux qui vivaient à l'extérieur. Originaire du Haut-village, Song pratiquait donc le style Widae. 
Après l'annexion de la Corée par le Japon en 1910, les arts martiaux indigènes furent découragés par les autorités coloniales. Pourtant, Song continua toujours à s'entraîner en secret et à pratiquer ses techniques, les sauvant ainsi de l'oubli. À l'issue de la guerre de Corée, il était l'un des tout derniers pratiquants et le seul en mesure d'enseigner. Il était aussi un expert en Gungdo, l'art du tir à l'arc coréen traditionnel et en devint le premier arbitre officiel. 
En 1958, il livra une démonstration d'arts martiaux devant le président Syngman Rhee (ou Lee Seung-Man) avec son ancien condisciple Kim Sung-hwan (1904?-1958). Cet évènement marqua la renaissance du Taekkyon et introduisit l'art auprès d'un nouveau public et des instances politiques.
Dans les décennies qui suivirent, il transmit son savoir à de nouveaux élèves qui allaient à leur tour perpétuer l'art. Jusqu'à sa mort, il était surnommé "le dernier maître de Taekkyon du Choson".
Le premier juin 1983, Song Deok-Gi a été désigné trésor culturel humain par le gouvernement et le Taekkyon reconnu comme patrimoine culturel immatériel de Corée (numéro 76). À ce jour encore, il est le seul art martial à béneficier de cette distinction. Cette reconnaissance attira une nouvelle génération d'élèves dont certains sont aujourd'hui à la tête des trois écoles modernes de Taekkyon. Song établit la Société de préservation du Widae Taekkyon avec son élève Lee Jun-Seo en 1985. 
Il s'éteignit en 1987 à l'âge de 94 ans.